# 小行星2636
小行星2636（2636 Lassell）是一颗围绕太阳公转的小行星。1982年2月20日，愛德華·鮑威爾在可可尼诺县发现了此天体。
該小行星以英國天文學家威廉·拉塞爾命名。
这颗小行星的绝对星等为154.0682813903227等。